# Sacro Cuore del Suffragio

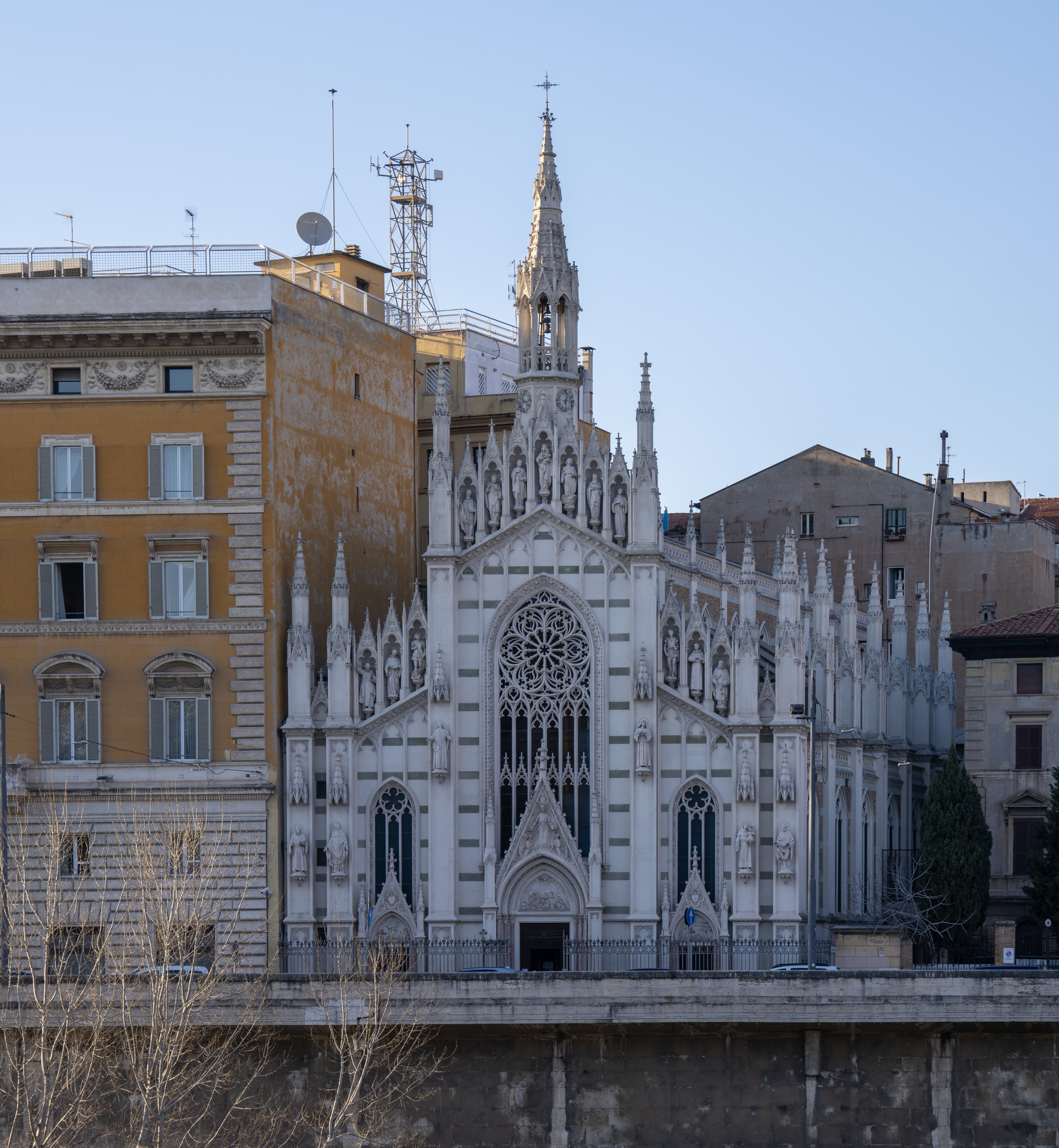
Sacro Cuore del Suffragio, Portalfassade zum Tiber

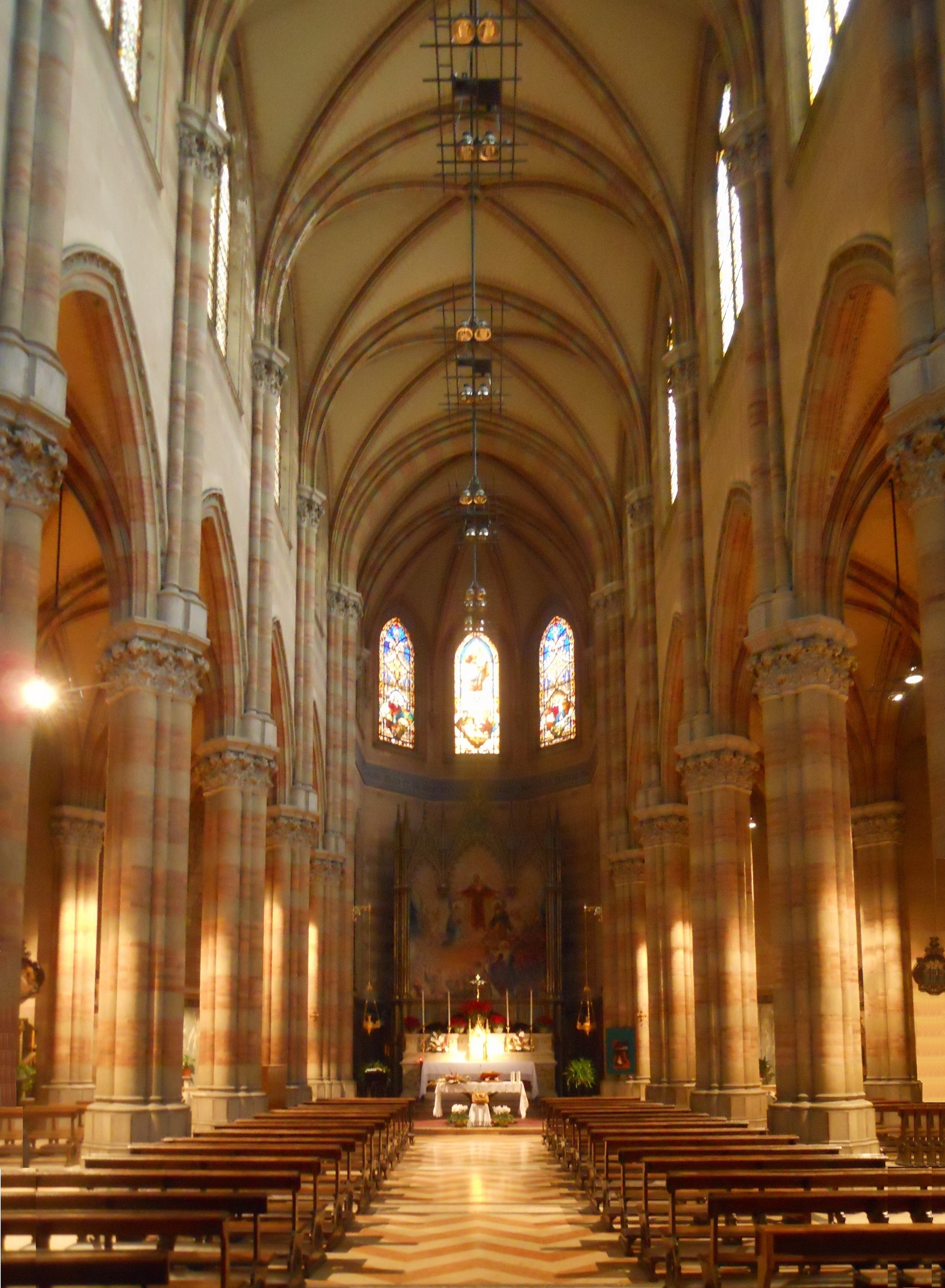
Inneres

Sacro Cuore del Suffragio („Heiligstes Herz Jesu von der Fürbitte“), auch Sacro Cuore di Gesù in Prati, ist eine katholische Pfarrkirche im Stadtteil Prati von Rom. Die 1894 bis 1917 nach Plänen von Giuseppe Gualandi erbaute neugotische Kirche steht am Tiberufer in unmittelbarer Nachbarschaft des Justizpalasts und ist mit ihrer aufwendig gestalteten Fassade weithin sichtbar. Die dazugehörige Pfarrei wird von der Ordensgemeinschaft der Herz-Jesu-Missionare geleitet.

## Geschichte
Victor Jouët (1839–1912), ein französischer Herz-Jesu-Missionar, gründete in Rom die Associazione del Sacro Cuore di Gesù per il suffragio delle anime del Purgatorio („Vereinigung vom heiligsten Herzen Jesu zur Fürbitte für die armen Seelen im Fegefeuer“). 1893 kaufte er mit Hilfe wohlhabender Unterstützer ein Grundstück am Tiberufer, um neben der dort bereits vorhandenen Kapelle der Vergine del Rosario („Jungfrau vom Rosenkranz“) eine größere Kirche zu bauen. Während der Bauarbeiten brach in der Kapelle ein Feuer aus. Als der Brand gelöscht war, blieb auf einem Pilaster im Altarraum der Umriss eines Gesichts mit traurigem Ausdruck sichtbar. Jouët sah darin die Manifestation einer Seele im Fegefeuer. Er begann durch Europa zu reisen und ähnliche Phänomene aufzuspüren, rußige Abdrücke von menschlichen Gliedmaßen auf den unterschiedlichsten Objekten mit den dazu erzählten, zum Teil dramatischen Geschichten. Für seine Sammlung richtete er neben der Kirche das Museo Cristiano dell’Oltretomba („Christliches Jenseits-Museum“) ein, später Museo delle anime del Purgatorio („Museum der Seelen im Fegefeuer“) genannt. Von seinem Amtsnachfolger stark reduziert, ist die kleine Ausstellung bis heute eine der Kuriositäten Roms.
Die Kirche wurde erst nach Jouëts Tod fertiggestellt und am Allerheiligentag 1917 benediziert und eröffnet. Gleichzeitig wurde die zugehörige Pfarrei errichtet, die bis heute von Herz-Jesu-Missionaren geleitet wird.

## Architektur und Ausstattung
Sacro Cuore ist in „transalpinen“, hochgotischen Formen gestaltet, die sonst in Rom kaum vorkommen. In der Stadt heißt die Kirche auch „kleiner Mailänder Dom“. Sie ist eine kleine dreischiffige Basilika mit Kreuzgratgewölben und polygonal schließendem Chor. Der Außenbau ist reich mit Fialen und Maßwerkfenstern geschmückt. Die Portalfassade ist zusätzlich mit einem filigranen achteckigen Dachreiter sowie einer Galerie von Heiligen – sieben über dem Mittelschiff, je drei über den Seitenschiffen – bekrönt. Im Wimperg des Portals steht eine sich herabneigende Herz-Jesu-Statue. Darüber steigt das Hauptfenster auf, das in einer vielfach durchbrochenen Fensterrose endet. Wegen des Grundstückszuschnitts an der Uferstraße steht die Fassade leicht schräg zur Gebäudeachse. Die Innenausstattung aus der Zeit der Wende zum 20. Jahrhundert ist weitgehend erhalten.